# Soulcalibur
Spelserien Soulcalibur är en serie vapen-baserade slagsmålsspel av Namco. Serien började med arkad-spelet Soul Edge i Japan 1996 och det senaste spelet i serien utgavs 2014. 